# Sayanim
Les sayanim (hébreu: סייענים, singulier: sayan, de l'hébreu aide, assistant) désigne des agents israéliens passifs appelés plus communément « agents dormants », établis en dehors d’Israël, prêts à aider les agents du Mossad en leur fournissant une aide logistique par sentiment de patriotisme envers Israël, ou les Juifs de la diaspora qui décident de collaborer avec le Mossad.
Le terme désigne également, dans une moindre mesure, les Palestiniens ayant accepté de collaborer avec l'armée israélienne,.

## Description
En principe, les sayanim ne s'engagent que dans des activités légales et ils ne s'associent pas à des opérations de renseignements ou d'espionnage, malgré des exceptions notables,. L'ancien agent du Mossad Victor Ostrovsky évoque leur existence dans ses mémoires.

## Dans la littérature
- Le Printemps des sayanim [7], un roman de Jacob Cohen paru en 2010, évoque ces réseaux d'agents. L'auteur développe une théorie selon laquelle des milliers de Juifs de la diaspora collaboreraient secrètement avec les services israéliens. Cette approche s'inscrit dans ce que les spécialistes qualifient de littérature conspirationniste[8]. Jacob Cohen, qui a collaboré avec des figures de l'extrême droite comme Alain Soral jusqu'en 2018[9], défend également des théories conspirationnistes sur les attentats du 11 septembre[8].

- La Parabole d'Esther de Gilad Atzmon aborde également le sujet.